# Killerzelle
Als Killerzellen werden Zellen des Immunsystems bezeichnet, die veränderte Körperzellen – von Krankheitserregern befallene Zellen oder Krebszellen – erkennen und sie vernichten. Dabei handelt es sich entweder um cytotoxische T-Zellen oder um natürliche Killerzellen (NK-Zellen). Beide Zelltypen verwenden ähnliche Mechanismen, erkennen aber die veränderten Körperzellen anhand gänzlich anderer Merkmale.
Jede Killerzelle trägt auf ihrer Oberfläche viele Rezeptoren desselben Typs. Eine Killerzelle erkennt immer nur einen Antigentyp, nämlich denjenigen, der auf ihren Rezeptor passt. Deshalb verfügt das Immunsystem über eine Vielzahl unterschiedlicher T-Killerzellen, um alle erdenklichen Formen von Antigenen ausfindig zu machen. Auf Befehl der T-Helferzellen zerstören T-Killerzellen körpereigene Zellen, in denen sich Krankheitserreger eingenistet haben.
In der Onkologie werden NK- bzw. T-Zellen gezielt durch Antikörper für einen Angriff auf Krebszellen „engagiert“. Hierfür werden die Rezeptoren der Killerzellen genutzt, insbesondere die CD3-Rezeptoren der T-Zellen. Bei NK-Zellen wird eher der FcyRIII-Rezeptor angesprochen.